# إيما فورست
إيما فورست (بالإنجليزية: Emma Forrest) (26 ديسمبر 1976، لندن في المملكة المتحدة)؛ كاتِبة، سيناريست، صحفية وروائية بريطانية.

## روابط خارجية
- إيما فورست على موقع IMDb (الإنجليزية)
- إيما فورست على موقع ميوزك برينز (الإنجليزية)
- إيما فورست على موقع قاعدة بيانات الفيلم (الإنجليزية)